# Черкассы
Черка́ссы (укр. Черка́си) — город в центре Украины, административный центр Черкасской области, Черкасского района и центр Черкасской агломерации. Черкассы являются значительным культурным и образовательным центром. Город сыграл значительную роль в формировании украинского казачества.

## Происхождение названия
Существует несколько версий происхождения и этимологии топонима «Черкассы»:
- Старые историки (в частности, В. Н. Татищев и А. И. Ригельман) придерживались версии, что название города происходит от слова черкесы — одного из экзоэтнонимов народов Кавказа и особенно представителей адыгских народов, которые, по мнению В. Н. Татищева, составили пятигорские хоругви Речи Посполитой, получили земли и влились в польскую шляхту, а крестьян, подражавших своим хозяевам, шляхтичам из черкесов, и носивших кавказскую одежду (черкески), стали называть черкасами[4]. Впоследствии, когда Стефан Баторий расселил «москвитян», «волохов» (жителей Дунайских княжеств, включая русинов) и «тех из наших подданных, кого Мы (прежние короли Речи Посполитой) казнить хотели», как реестровых казаков вокруг города Черкассы, этих казаков по названию города и Черкасского полка стали называть черкасами[3].
- От тюркизмов выводит название А. П. Знойко. Он утверждает, что топоним Черкассы происходит от словосочетания чири киши или чири киси (в зависимости от диалекта), что означает люди силы или люди армии. Это определение полностью доказывает идеи тюркско-славянского единения в борьбе против половцев в домонгольский период[5]. Д. И. Иловайский также считал, что изначально «черкесы» было экзоэтнонимом хазар. В наше время так сами себя называют многие алабугатские татары и казахи Младшего жуза. И те, и другие — потомки ногайцев, из которых были Мамай и его потомки — правители города Черкассы князья Глинские. Ногайское происхождение имеют и касимовские татары — первоначально выходцы из Черкасс, хотя потом к ним присоединились и многие другие потомки ногайцев и казахов, а также мишари[6].
- Г. В. Вернадский предположил, что поселение на этом месте с тем же названием было ещё в XI веке, задолго до появления известного по летописям города Черкассы. Тогда имелась реальная миграция с Кавказа в окрестности территорий, ныне занимаемых городом. Поселение называлось Черкасами от Чахар Каз — «четыре клана Каз». Но современные исследования показали, что у казаков оказались не черкесские, как думал Вернадский, а армянские имена: тогда потомки половцев, тесно связанных с русскими и хазарами, становились казаками и переходили из Церкви Востока в армяно-григорианскую веру. Стало понятно, почему сами казаки всегда отрицали существование каких бы то ни было каз или черкасов как своих предков, и рассказывали, что первыми казаками были хазарин Семён и его товарищи-хазары «из Польши» (Тогда Русская земля — Правобережная Украина — была в составе Польши, или имелись в виду поляки-русь, переименованные современными историками в «полян»). (А. И. Ригельман. Рассказ казаков о себе).
- Согласно этимологическому словарю русского языка Макса Фасмера название города не обязательно происходит от черкесских поселений; город мог быть назван по местным русским, впервые проникшим в Черкасские горы (Кавказ), по географическим представлениям того времени начинавшиеся у окраин современного Новочеркасска и включавшие и Большой, и Малый Кавказ (Закавказье).[7].
- Упоминается у Эвлия Челеби[8]. По его словам, крепость Черкассы была основана одним бежавшим от татар [веро]-отступником, которого звали Черкес. Потому и крепость нарекли Черкес-керман. Это не мощное каменное сооружение, а паланка, окружённая насыпным земляным валом с бревенчатым частоколом, которая стоит на берегу Днепра. В крепости около тысячи крытых тёсом домов, монастырь с тремя колоколами. Её лавки, пушки, арсенал великолепны, они доставляют большую радость. Так как ныне правитель её — проклятый безбожник, отступившийся от татар некий полковник, то он не посмел даже показаться хану. Подарки его также не были приняты. В этой крепости три тысячи воинов. И неверные именно этой крепости, используя пригодные для того суда, грабят и разоряют прибрежные земли Чёрного моря.

## География
Город расположен на правом берегу Кременчугского водохранилища в среднем течении Днепра и находится примерно в 157 км от Киева (по автодороге — 186 км, по железной дороге — 240 км).
Изначально город располагался вдоль реки Ирклий, в низине. За счёт приезжих литовских торговцев был организован мытный пост, на котором приезжие купцы платили мыто за право торговли с местными купцами. Там же располагались лесопильни и жилые дворы. В настоящее время этот район города называется Мытница (рус. Таможня). Микрорайон построен на намытом земснарядами песке, на площади, затопленной Днепром после создания Кременчугского водохранилища.
Другая версия: Весь город занимал территорию, ограниченную нынешними улицами Университетская, Гоголя, Рождественская, а внизу, на так называемом Подоле, — Днепровским рукавом, который называли р. Мытницею. Эта река, в которую впадали несколько родников, проходила ближе к Днепру от нынешней ул. Гагарина.
Со временем город начал разрастаться и расстраиваться, появились общественные и торговые здания, в том числе каменные. До начала XX века большинство промышленных предприятий находилось на Мытнице. Понятия Мытницы тогда не было, были Подол и Казбет. Казбет назван по аналогии с горным Кавказом, так как подняться на Днепровские кручи с Подола стоило аналогичных усилий.
Появление электричества и плана генеральной застройки города позволило строить и открывать промышленные предприятия не только в пойме реки Днепр, но и в частях города, находящихся на возвышенности.
В административном отношении город разделяется на 2 городских района: Приднепровский и Сосновский.

## История
Уже в позднем палеолите (40—10 тыс. лет назад) здесь находилась зона устойчивого заселения и хозяйственной деятельности первобытного человека. К эпохе мезолита (9—6 тыс. лет до н. э.) относятся отдельные артефакты, найденные на территории Черкасс рядом с современной Долиной роз (Григорьев, Сиволап, 1988). Также известна стоянка Днепровец эпохи раннего мезолита, в устье реки, бегущей на окраине Дахновки, относящийся к зимовниковской культуре (9—7 тыс. лет до н. э.) (Зализняк, Деткин, Сиволап, 2004). В IV в. н. э. на берегу Днепра, на территории будущего города (современный район гостиницы «Днепр») существовало поселение черняховской культуры. Рядом, за ручьём (современный переулок Кирова), находился могильник жителей этого поселения, функционирование которого датируется примерно 350—375 гг. н. э. (Сиволап, Сиволап, 1995).
История черкасских земель восходит к скифам, во времена Киевской руси здесь жили поляне. Судя по исследованным археологами и антропологами захоронениям, основным населением этого посёлка были славяне и аланы, небольшая часть его жителей уже были христианами. Представители алан и других кочевых ираноязычных племён скифо-сарматского происхождения находились на службе у киевского князя, однако уже в XII в. их следы теряются, упоминания в летописях отсутствуют.
Во времена Киевской Руси на территории современного города существовало славянское поселение — городище, которое входило в систему оборонительных замков-крепостей для защиты от кочевников, что подтверждается обнаруженными артефактами: оружием, орудиями труда, монетами, датированными X—XII вв.
Монгольское нашествие надолго опустошило эти земли, но со временем люди понемногу возвращались, возродилась жизнь.
Согласно Украинской Советской Энциклопедии, поселение возникло в последней трети XIII века на землях Киевского княжества, около 1362 года поселение было включено в состав Великого княжества Литовского. По данным археологии и письменных источников, город Черкассы возник во второй половине XIV века Первые упоминания о городе встречаются в Супрасльской летописи и относятся к событиям 1394—1395 гг. В конце XIV века Черкассы упомянуты в летописном «Списке русских городов дальних и ближних» как укреплённый городок, здесь находился наместник великого князя Литовского.
Об основании города историк В. Н. Татищев в «Истории Российской с самых древнейших времён» говорит так:

Первые козаки, зброд из черкес горских, в княжении Курском в 14 ст. явились; где они слободу Черкасы построили и под защитой татарских губернаторов воровством и разбоями промышляли; потом перешли на Днепр и город Черкассы на Днепре построили.
— В. Н. Татищев. История Российская, М.—Л., 1963, т. II, стр. 240.
Карамзин в своей «Истории государства Российского» даёт иное определение:

Торки и Берендеи назывались Черкасами; Козаки — также… приманили к себе многих Россиян, бежавших от угнетения; смешались с ними и под именем Козаков составили один народ, который сделался совершенно Русским тем легче, что предки их, с десятого века обитав в области Киевской, уже сами были почти Русскими. Более и более размножаясь числом, питая дух независимости и братства, Козаки образовали воинскую Христианскую Республику в южных странах Днепра, начали строить селения, крепости в сих опустошённых Татарами местах; взялись быть защитниками Литовских владений со стороны Крымцев, Турок и снискали особенное покровительство Сигизмунда II, давшего им многие гражданские вольности вместе с землями выше днепровских порогов, где город Черкасы назван их именем.
— Н. М. Карамзин. История государства Российского. Том 5
С 1471 года, после ликвидации Киевского удельного княжества, Черкассы относятся к Киевскому воеводству. Хотя правили в Черкассах перешедшие в православие потомки Мамая — князья Глинские, население города в XV веке (когда среди адыгов на Кавказе мусульман не было) было преимущественно мусульманским и, в отличие от запорожцев, которые в Сечь женщин не пускали, женщины Черкасс не только несли гарнизонную службу, но и часто участвовали в набегах наряду с мужчинами. Из Черкасс на службу московским князьям в 1440-х годах переселились касимовские татары. Из Черкасс мать Ивана Грозного — Елена Глинская.
В период с XIV по XVII век город страдал от постоянных нападений ордынских, а позднее крымских отрядов, в связи с чем возрастает его роль как опорного пункта. Богдан Фёдорович Глинский, воевода Черкасс (1488—1495) по прозвищу Мамай, стал известен тем, что организовал первые черкасские пограничные ополчения, которые вскоре после этого стали называться казаками от «козар» (знаменитых «старых казаков» из фольклора русских, украинцев, белорусов и турок). Во главе с Богданом Глинским (в фольклоре известном как «Казак Мамай») черкасские казаки — их упоминание было первым упоминанием о («новых») русских казаках — в 1493 году впервые громко заявили о себе взятием только что построенного османами и крымскими татарами Очакова.
В связи с постоянными нападениями в 1549 г. сооружена крепость. Тогда город насчитывал 2 тыс. взрослых жителей. В Черкассы ушёл с Северного Кавказа назначенный туда Иваном Грозным наместником его кузен Дмитрий Иванович Вишневецкий, приведённые им войска из адыгов составили основу пятигорских хоругвей Речи Посполитой. В 1569 году войско черкасского старосты Михаила Александровича Вишневецкого освободило Астрахань от осады османами и крымскими татарами, на обратном пути недовольные разделом добычи с московскими союзниками казаки отделились от войска Вишневецкого и основали Черкасский городок (станицу Черкасскую) в низовьях Дона для продолжения нападений на отступавшие турецкие войска.
В 1532 году город выдержал 30-дневную осаду крымского хана Сайдёт-Гирея.
В 1536 году жители Черкасс восстали против грабежей и поборов литовских чиновников, они изгнали из города старосту, чиновников и гарнизон и разбили направленный на подавление восстания карательный отряд, после чего городу были вынуждены предоставить право назначения городского старосты из числа местных жителей.
В 1557 году город под руководством Д. Вишневецкого город выдержал ещё одну осаду татар хана Девлет-Гирея.
В 1569 году по Люблинской унии Черкассы перешли к Польскому королевству.
В конце XVI — начале XVII века в регионе прошли восстания под руководством Криштофа Косинского, Северина Наливайко, казачьих гетманов Трясила и Ивана Сулимы.
Во время восстания 1637 года город сжёг атаман Павел Бут.
После начала восстания Богдана Хмельницкого в 1648 году (одним из руководителей был Максим Кривонос) черкасские реестровые казаки под командованием Ф. Джалалия поддержали восставших.
По Андрусовскому перемирию 1667 года Черкассы остались в составе Польши.
Во время Колиивщины — освободительного восстания на Правобережной Украине против экономического, политического, религиозного и национального гнёта в Речи Посполитой — в мае 1768 года город заняли гайдамаки под командованием М. Железняка и Ивана Гонты, они взяли и сожгли Черкасский замок.
В 1793 году в ходе второго раздела Речи Посполитой город вошёл в состав Российской империи, с 1795 года стал уездным городом.
В 1815 году В. Гесте был разработан первый генеральный план застройки Черкасс, в соответствии с которым центр города получил широкие улицы большой протяжённости, пересекающиеся под прямыми углами.
После создания пароходства и строительства железнодорожной линии Москва — Одесса (мост через Днепр на которой был построен у города Черкассы) город начинает развиваться.
Во второй половине XIX века открываются новые промышленные предприятия: сахаро-рафинадный, лесопильный и механический завод, первый пивоваренный завод Беню и Ерёменко, несколько табачных фабрик. Большинство предприятий располагалось вдоль Днепра, для удобства транспортировки сырья и готовой продукции. В период конца XIX — начала XX века происходило бурное строительство города, его зданий и предприятий. Развитие получила строительная техника, стали использоваться новые строительные материалы. Мощное развитие получила архитектура города — различные формы и стили (модернизированный классический, мавританский, готический) соседствовали друг с другом. В Черкассах тех времён наиболее распространённым был одноэтажный деревянный или кирпичный дом, накрытый соломой, железом или деревянным тёсом. Для украшения фасадов использовали облицовочный фигурный кирпич с разными видами орнамента, розеток и других рельефных деталей.
По данным переписи 1897 года в Черкассах жили 29 600 человек, из них 12 900 (43,58 %) указали украинский (в переписи — «малорусский») язык родным, идиш («еврейский») — 10 916 (36,88 %), русский («великорусский») — 4 911 (16,59 %), белорусский — 522 (1,76 %), другие языки — 351 (1,19 %).
По состоянию на начало 1903 года, в городе имелось 69 торгово-промышленных заведений (в том числе, чугунолитейный и механический завод, гвоздильный завод, 7 лесопильных заводов, 8 кирпичных заводов, 4 табачных фабрики, сахарорафинадный завод, пивоваренный завод, а также 3 паровые, 7 водяных и 31 ветряная мельницы), на которых работали 1800 фабричных рабочих; типография, 2 библиотеки, мужская прогимназия, городское двухклассное училище и духовное училище. Также в городе имелось 7 каменных и одна деревянная церковь, женский раскольничий монастырь, 6 раскольничьих и 9 еврейских молитвенных домов.
1 сентября 1903 года в городе начали издавать первое печатное издание — «Черкасский торгово-промышленный листок объявлений».
14 ноября 1913 года началось издание городской газеты.
16 (29) января 1918 года в городе была установлена Советская власть, затем был оккупирован наступавшими австро-немецкими войсками и в дальнейшем в ходе гражданской войны неоднократно переходил из рук в руки. 31 декабря 1919 года в город вошли войска 12-й армии РККА и Советская власть была восстановлена.
По данным переписи 1926 года, украинцы составляли 62,0 % населения города, евреи — 27,6 %, русские — 8,6 %. Украинский язык родным назвали 56,8 % населения Черкасс, еврейский — 22,9 %, русский — 18,8 %.
В 1927 году в Черкассах начал работу коммунальный транспорт.
В 1930—1934 гг. на базе педагогического техникума был создан Черкасский педагогический институт.
С 1932 года город являлся районным центром в составе Киевской области.
Во время Великой Отечественной войны 22 августа 1941 года город был оккупирован немецкими войсками.
В кампании 1943 года Черкассы представляли собой важный опорный пункт и узел коммуникаций немецких войск (здесь находился один из четырёх железнодорожных мостов через Днепр, имевший стратегическое значение). С приближением к городу советских войск мост был частично разрушен и заминирован, но в результате действий лейтенанта 7-й железнодорожной бригады РККА С. К. Юсова — сохранён от уничтожения, а затем восстановлен.
14 декабря 1943 года город был освобождён подразделениями 254-й стрелковой дивизии во взаимодействии с другими частями РККА.
Восстановление города началось после окончания боёв за город и продолжалось в течение четвёртой пятилетки (1946—1950).
В 1954 году Черкассы стали областным центром новообразованной Черкасской области.
По состоянию на начало 1957 года, в городе действовали машиностроительный завод, судоремонтный завод, сахарный завод, пивоваренный завод, маслодельный завод, консервный завод, хлебозавод, мясокомбинат, деревообделочный комбинат, швейно-трикотажная фабрика, валяльно-войлочная фабрика, махорочная фабрика, 4 кирпичных завода, пединститут, медучилище, техникум механизации сельского хозяйства, 14 общеобразовательных школ, 3 школы рабочей молодёжи, музыкальная школа, драматический театр, филармония, музей, 4 кинотеатра, 50 библиотек, 9 клубов и 5 стадионов.
В 1958 году было создано Объединение «Черкассыжелезобетон» с целью обеспечения строительства жилых и промышленных объектов, которое в дальнейшем трансформировалось в Группу компаний «ДОБРОБУД», в 1958—1961 гг. был построен завод химического волокна, в 1962 началось строительство химического комбината, в 1965—1967 гг. был построен шёлковый комбинат.
В 1967 году был создан городской парк имени 50-летия Октября.
В 1970 году был основан Черкасский академический театр кукол.
По состоянию на начало 1985 года в городе действовали 55 промышленных предприятий, педагогический институт, филиал Киевского политехнического института, 18 проектных и научно-исследовательских институтов, 11 ПТУ, 7 средних специальных учебных заведений, 28 общеобразовательных школ, 10 детских спортивных школ, 5 детских музыкальных школ, 1 художественная школа, 142 массовых библиотеки, 40 музеев и музейных комнат, 2 государственных театра, 13 кинотеатров, 16 клубов, Дворец пионеров, станция юннатов, зоопарк, 3 парка культуры и отдыха, областной комитет по телевидению и радиовещания и ряд иных организаций и учреждений, выходили две областные газеты.
В 1986 году был построен кинотеатр «Черкассы» (архитекторы М. Улицкий и А. Шукевич).
В ноябре 1986 года Черкассы по указу Президиума Верховного Совета СССР были награждены орденом Трудового Красного Знамени.
В 1989 году были построены гостиница «Днепр» (архитекторы В. Лебединцев, А. Колосов) и Дом ребёнка.

## Население
| 2017    | 2019     | 2022     |
| ------- | -------- | -------- |
| 281 549 | ↘275 882 | ↘269 836 |

Динамика численности населения города:
- В начале XIX века население составляло около 4 тыс. жителей.
- 1897 — 29 619 человек[21] (в том числе 12 900 указавших украинский язык родным, 10 916 — идиш, 4911 — русский, 522 — белорусский)[35]
- 1910 — 39,6 тыс.
- 1926 — 38,5 тыс.[36]
- 1932 — 50,1 тыс.[36]
- 1939 — 52 тыс.[16]
- 1959 — 85 тыс.[16]
- 1970—158 тыс.[16]
- 1977—229 тыс.[16]
- 1985—273 тыс.[17]
- 1991—302 тыс.[37]
- 2013—285 605[38]
- 2019—275 882[39]

По данным переписи 1926 года, украинцы составляли 62,0 % населения города, евреи — 27,6 %, русские — 8,6 %.
По данным переписи 2001 года, украинцы составляли 83,31 % населения Черкасс, русские — 13,14 %.

### Языковой состав
Динамика родного языка населения Черкасс по переписям, %
| Язык       | 1897 | 1926 | 1989 | 2001 |
| ---------- | ---- | ---- | ---- | ---- |
| Украинский | 43,6 | 56,8 | 70,2 | 79,1 |
| Русский    | 16,6 | 18,8 | 28,7 | 18,7 |
| Еврейский  | 36,9 | 22,9 | 0,1  | 0,01 |

Родной язык населения по данным переписи 1897 года:
| Язык                       | Численность, чел. | Доля     |
| -------------------------- | ----------------- | -------- |
| Украинский («малорусский») | 12 900            | 43,58 %  |
| Идиш («еврейский»)         | 10 916            | 36,88 %  |
| Русский («великорусский»)  | 4 911             | 16,59 %  |
| Белорусский                | 522               | 1,76 %   |
| Другие                     | 351               | 1,19 %   |
| Итого                      | 29 600            | 100,00 % |

По данным переписи 1926 года, украинский язык родным назвали 56,8 % населения Черкасс, еврейский — 22,9 %, русский — 18,8 %.
Родной язык населения по данным переписи 2001 года:
| Язык       | Численность, чел. | Доля     |
| ---------- | ----------------- | -------- |
| Украинский | 231 441           | 79,05 %  |
| Русский    | 54 677            | 18,68 %  |
| Другое     | 6 643             | 2,27 %   |
| Итого      | 292 761           | 100,00 % |

Украинский язык является основным и единственным официальным языком города.
С 2022/23 учебного года в школах Черкасс прекращено изучение русского языка.
Вторжение России на Украину спровоцировало новую волну украинизации в городе, всё больше людей предпочитают говорить на украинском языке. Согласно опросу, проведённому Международным республиканским институтом в апреле-мае 2023 года, на украинском дома разговаривали 80 % населения города, на русском — 18 %.
28 сентября 2023 года решением Черкасского городского совета в Черкассах был введён мораторий на публичное использование русскоязычного культурного продукта.
Согласно опросу, проведённому Международным республиканским институтом в апреле-мае 2024 года, на украинском дома разговаривал 91 % населения города, на русском — 37 % (в отличие от опроса 2023 года был разрешён выбор нескольких вариантов).
По данным Государственной службы статистики Украины в 2023/24 учебном году все 114 960 учащихся в учреждениях общего среднего образования в Черкасской области обучались в украиноязычных классах.

## Архитектура
На протяжении всего своего существования город неоднократно становился зоной боевых действий и перестраивался. До наших дней дошли немногие здания, построенные в XIX веке.
На пересечении улиц Крещатик (бывш. Урицкого) и Героев Небесной Сотни расположен бывший особняк предпринимателя А. Щербины, с 1970 года — Дворец бракосочетаний.
На перекрёстке ул. Крещатик и ул. О. Дашковича расположен «Голубой дворец», выполненное в стиле неоготики (конец XIX века). Угол дома, учитывая градостроительное местоположение, решён пятиугольным объёмом, увенчанным высоким заострённым шатром. Фасад здания украшен многочисленными декоративными деталями, тонкими башенками с игольчатыми куполами и изящными колонками. Дом имел три балкона, один из которых был вынесен более чем на 2,5 метра и опирался на тонкие чугунные колонны. Именно под ним располагался вход в здание — гостиницу «Славянская», принадлежавшую предпринимателю Скорине. С января 1919 года в здании находился штаб красных повстанцев. После революции и вплоть до середины 1970-х годов в здании располагалась гостиница «Днепр», а позже в нём расположились несколько государственных учреждений. Первый этаж занимало кафе «Днепр». В 1986 году здание, ранее подвергшееся реставрации, чуть было не погибло из-за остановки финансирования. В настоящее время в здании располагается отделение «Альфа-Банка».
Также в Черкассах находится стальная гиперболоидная водонапорная башня, построенная по проекту В. Г. Шухова.
Памятники
В 1995 году был установлен памятник Богдану Хмельницкому на главной улице Черкасс — к 400-летию со дня рождения гетмана, знаменитого уроженца Черкасской области.
- Мужская гимназия
- Старая вилла
- Панорама с холма Славы
- Дворец бракосочетаний
- Пожарная станция

## Экономика
Черкассы являются важным экономическим центром Украины, здесь представлены различные отрасли промышленности, однако традиционно наибольшее развитие получили химическая промышленность, автомобилестроение и пищевая промышленность.
Среди главных предприятий города по отраслям промышленности выделяются:
Химическая промышленность:
- ПАО «Аврора»; ПАО «Азот»; ООО «Черкасский завод автохимии»; завод химических реактивов.

Машиностроение:
- Завод «Черкасский автобус»
- Автосборочный завод «Богдан» № 2
- Автосборочный завод «Богдан» № 3
- ОАО «Авторемзавод»
- Черкасский авторемонтный завод
- Авторемонтно-агрегатный завод ОСС
- ООО «Завод „Стройдеталь“»
- ОАО «Асфальтобетонный завод»
- Завод металлоконструкций
- ОАО «Завод телеграфной аппаратуры»
- ОАО «Промтехмонтаж-2»
- ООО «Завод „Строммаш“»
- НПК «Фотоприбор»
- Путевой ремонтно-механический завод
- ПАО «Черкасский приборостроительный завод»
- Завод «Техномаш»
- Черкасский ремонтно-механический завод
- Завод Черкассыэлеватормаш.

Легкая промышленность:
- Черкасский шёлковый комбинат
- Обувная фабрика «Лавента»
- Швейная фабрика им. Леси Украинки.

Деревообрабатывающая промышленность:
- Мебельная фабрика «РОМИРА»
- ООО «Марелли»
- Мебельная фабрика «ПМ-плюс».

Изготовление строительных материалов:
- Группа компаний «ДОБРОБУД»
- Завод ДСП
- ООО «Корпорация „Райагробуд“»
- ЧП ЗСМ ООО «Корпорация „Райагробуд“» (бывший завод строительных материалов ОПС)
- ООО «Манеж»
- ОАО «Рембыттехника»
- Завод кровельных материалов «Строй-Дом»

Полиграфия:
- Типография издательства «Республика»
- Типографии «Графия Черкассы»
- «Пресс-Информ»
- «Флора-Пресс»
- «Янтарь-Черкассы».

Пищевая промышленность:
- ООО «Черкассыхлеб»
- Молокозавод «Волошкове поле»
- Черкасская продовольственная компания
- ПАО «Черкасское пиво»
- Рыбоконсервный завод ООО «Альфа-Етекс»
- ЧП «НПК Минилайн»
- ЧП ЧТСОА
- ООО «Нью Лайт».

IT-отрасль:
- uCoz
- InfoLand
- QATestLab
- ИН-АГРО
- СПД-Украина
- TestMatick.

Интернет-провайдеры:
- Киевстар
- McLaut
- Megastyle
- Воля-кабель
- Интертелеком
- Укртелеком.

## Транспорт
Пассажироперевозки по территории города осуществляются маршрутными автобусами и городским коммунальным электротранспортом, а также легковыми такси.
Междугородный транспорт
На границе города расположен международный аэропорт Черкассы, однако в настоящий момент авиапредприятие не принимает ни международных, ни внутренних рейсов.
Работу железнодорожного транспорта обеспечивает Черкасский железнодорожный вокзал и расположенный в 30 км от Черкасс в г. Смеле крупный железнодорожный узел станция имени Т. Г. Шевченко.
Также работают междугородные автобусные маршруты, связывающие Черкассы с большинством крупных городов Украины, со всеми районными центрами и с большинством населённых пунктов области. Перевозки осуществляются с нескольких автостанций.
Черкасский речной вокзал был отреставрирован и открыт в августе 2011 года. Грузовой порт, имеющий удобную защищённую гавань, продолжает обрабатывать контейнерные и сыпучие грузы.

## Культура
В городе работает несколько кинотеатров и областная филармония.
1 июля 2015 года, в результате пожара прекратил свою работу музыкально-драматический театр имени Т. Шевченко. Он возобновил работу 6 марта 2021 года.

### Музеи
- Черкасский областной краеведческий музей
- Черкасский художественный музей

Образован 9 марта 1992 года. Расположен в здании бывшего горкома коммунистической партии, в 1991 году переданном под художественный музей. Экспозиция создавалась в течение 25 лет и состоит из двух разделов: декоративно-прикладного и изобразительного искусства. В первом представлено народное искусство среднего Поднепровья — образцы старинной украинской вышивки, гончарные изделия. В экспозиции представлены произведения чернодымной керамики села Пастырского, гончарные изделия сёл Громы, Грушевка, Гнилец, изделия Маньковского майоликового завода «Колорит», авторские работы мастеров И. Сухого, Ф. Гордового, М. Чуруканова, М. Титаренко, изделия художников-керамистов. Декоративная роспись, представлена мастерами: Ирина и София Гуменюк, Тамара Гордова, Валентина Кузьменко, Катерина Кайдаш-Машковска, а также росписи знаменитого мастера народного творчества Украины М. К. Мухи из с. Михайловки Каменского района. В экспозициях изобразительного искусства представлены работы Заслуженного деятеля искусств РСФСР художника В. А. Кузнецова: «Весна», «Огни Днепрогэса», «Портрет дочери» и др. Второй раздел посвящён иконописи XVII—XIX веков и портретной живописи XVIII — начала XX века.
- Музей «Кобзаря» Т. Г. Шевченко
- Народный музей Черкасского института пожарной безопасности имени Героев Чернобыля

Был открыт 2 января 1980 года как музей Черкасского пожарно-технического училища МВД СССР. В 2015 году было выбрано новое место для музея учебного заведения — возле монумента Героям Чернобыля, созданного по проекту народного художника Украины, член-корреспондента Национальной академии искусств Украины Николая Билыка. После завершения строительных работ монумент чернобыльцам и музей института стали представлять единый музейный комплекс. Обновленный Народный музей института был открыт 26 апреля 2016 года к 30-й годовщине Чернобыльской катастрофы.
Гордостью музея являются личные вещи Героев Советского Союза выпускников учебного заведения Владимира Правика и Виктора Кибенка. Представлены также личные вещи Героя Советского Союза Леонида Петровича Телятникова и ликвидаторов аварии в июне 1986 года из числа участников Черкасского сводного отряда противопожарной службы гражданской обороны.

### Культовые сооружения
В 1671 году с благословения митрополита Иосифа Нелюбовича-Тукальского в нижней части города была построена Свято-Троицкая церковь. В 1745 году она была перестроена, а в 1863 году вместо деревянной была построена каменная церковь, но на территории верхней части города (нынешний Холм Славы). В 1961 году Черкасский горисполком передал помещение Троицкой церкви под физкультурный клуб, а церковная община была снята с регистрации из-за отсутствия помещения. В начале 1960-х годов Свято-Троицкий храм был снесён, поскольку начиналось сооружение мемориального комплекса на Холме Славы.
В 1693 году митрополит Варлаам Ясинский освятил место под строительство Свято-Николаевского Собора в Черкассах. Церковь была деревянная, с тремя куполами в стиле казацкого барокко, и располагалась на углу улиц Крещатик и О. Дашкевича. В середине XIX века в соответствии с новым генпланом города решено было перенести Николаевскую церковь на центральную площадь. Строительство велось на средства мецената Колодочки и было закончено в 1864 году. Новая церковь была каменной, с кирпичными арками, тремя деревянными куполами, в том числе одним большим центральным. Рядом высилась колокольня с острым шпилем в готическом стиле. Настоятелем в храме был кандидат богословия Василий Иванович Кудрицкий. 30 июля 1930 года 3517 подписями взрослого населения города был решён вопрос о закрытии собора и передачу его под музей. Из протокола известно, что органы народного образования были обеспокоены соседством собора и строящегося здания института, аргументируя это затруднением нормальной работы последнего. В годы Великой Отечественной войны здание храма было разрушено.
На 1911 год в Черкассах существовало 3 приходских, 2 домовых, старообрядческая, кладбищенская и полковая церкви, католическая каплица и 2 старообрядческих монастыря (Успенский мужской и Покровский женский), большинство из которых было построено в 1865—1868 годах. Действовали 12 еврейских молитвенных домов и синагога с раввином.
Позже была построена приходская церковь в честь Покрова Пресвятой Богородицы в районе Казбета (теперь улица Университетская). В 1944 году по просьбам жителей города в церкви были возобновлены богослужения. Но в 1950-х годах помещение было отобрано и церковь закрыта.
Во время Первой мировой войны на военном кладбище (территория нынешнего Первомайского парка) был возведён Георгиевский храм в память павших воинов. 7 октября 1917 года храм был освящён. Церковь Святого Георгия имела богатый позолоченный иконостас. Но летом 1933 года городской совет запретил посещение Георгиевской церкви и она была попросту разграблена.
9 августа 2002 года в Первомайском парке был освящён Кафедральный Собор в честь Святого Архистратига Михаила, строительство которого было начато в 1994 году на пожертвования верующих.
Буддистский храм «Белый лотос» — самый крупный в Европе; основан в 1988 г.

### Средства массовой информации
В городе издаются и в настоящий момент (2011) выходят в свет:
газеты
«Сельские ведомости»;
«Вечерние Черкассы»;
«Молодь Черкащини»;
«Нова молодь Черкащини»;
«Антенна»;
«Прес-Центр»;
«Нова Доба»;
«Черкаський край»;
«Уют»;
«Сад огород»;
«Aviso»;
«Телегид»,
«РУХ це життя».
Большинство газет являются еженедельниками, остальные — не имеют чёткого графика выхода. Один раз в неделю выходят такие газеты как «Жіноча газета», «Вечерние Черкассы», «Робота Черкаси», «Акцент», «От и До».
Среди бесплатных газет известны такие как: «Экстра press», «Реклама Черкаси», «Рынок Черкассы».
Существует 3 телеканала регионального значения: «Рось», «Антена» и «Викка».
Работают областное радио «Рось», городская радиостанция в стиле «ретро» 101FM Dalmatin, радио DJ FM, радио Roks и ещё несколько радиостанций, являющихся ретрансляторами сетевых радиосистем.

## Образование
12 ноября 1880 года город получил разрешение от Высочайшего Государственного совета на открытие министерской мужской прогимназии (неполной гимназии). Отдельного здания для гимназии не было, поэтому первые гимназисты занимались в двух арендованных городом доходных домах купца А. Н. Соколова и предпринимателя К. К. Швайгута. Дом купца Соколова впоследствии был выкуплен и стал составной частью учебного заведения. 1 ноября 1891 года было окончено строительство нового двухэтажного здания гимназии по проекту В. В. Городецкого.
Сегодня в городе насчитывается:
38 средних учебных заведений, в том числе 21 общеобразовательная школа, 8 специализированных школ, 3 гимназии, 2 лицея (физико-математический и гуманитарно-правовой), коллегиум «Берегиня», 3 частных школы.
8 профтехучилищ, одно из них высшее художественное;
7 техникумов и колледжей:
- Черкасский государственный бизнес-колледж;
- Черкасский политехнический техникум;
- Черкасская медицинская академия;
- Колледж экономики и управления;
- Черкасский кооперативный экономико-правовой колледж;
- Черкасский коммерческий техникум;
- Черкасский художественно-технический колледж.

6 институтов:
- Черкасский институт пожарной безопасности имени Героев Чернобыля Национального университета гражданской защиты (НУГЗ) Украины;
- Черкасский институт банковского дела Национального банка Украины;
- Черкасский филиал Волынского института экономики и менеджмента;
- Областной институт последипломного образования педагогических работников;
- Институт переподготовки кадров;
- Межхозяйственный учебный центр управления сельского хозяйства.

9 университетов:
- Восточноевропейский университет имени Рауфа Аблязова[63];
- Черкасский государственный технологический университет[64];
- Черкасский национальный университет имени Б. Хмельницкого;
- Университет современных знаний;
- Черкасский филиал Харьковского национального университета имени В. Н. Каразина;
- Черкасский филиал Национального аэрокосмического университета (ХАИ);
- Черкасский филиал ЧВУЗ «Европейский университет»;
- Черкасский филиал Киевского национального университета культуры и искусств (КНУКиИ);
- Черкасский факультет Киевского национального университета технологий и дизайна (КНУТД).

2 академии:
- черкасский филиал Одесской национальной юридической академии;
- Черкасско-Днепрянская академия наук.

## Спорт
Спортивная жизнь города сосредоточена в нескольких местах, среди которых: «Черкассы Арена», водноспортивная станция, спорткомплекс «Спартак», «Украина», спортивная арена «Будивельник», спортивно-оздоровительный комплекс Черкасского института пожарной безопасности им. Героев Чернобыля, бассейны «Астра», «Центральный», «Сокол», 2 ледовые арены. Также есть спортивно-развлекательные центры, такие как «Селена», «Бочка» и «Спортохота» на берегу Днепра.
Ежегодно в городе проводится спортивные мероприятия, конкурсы, соревнования, турниры.
Черкассы являются домом для футбольного клуба ЛНЗ, баскетбольного клуба «Черкасские мавпы». Черкассы представлены в Украинской федерации хоккея с мячом и ринк-бенди.

## Города-побратимы
Черкассы сотрудничают со следующими городами:
- Актау, Казахстан
- Быдгощ, Польша
- Орша, Беларусь
- Петах-Тиква, Израиль
- Мадаба, Иордания
- Кушадаси, Турция
- Санта-Роза (Калифорния), США
- Сумгаит, Азербайджан
- Фергана, Узбекистан
- Вагаршапат, Армения
- Валмиера, Латвия
- Рустави, Грузия[67]